# Enicodes
Enicodes is een kevergeslacht uit de familie van de boktorren (Cerambycidae). De wetenschappelijke naam van het geslacht werd voor het eerst geldig gepubliceerd in 1861 door Thomson.

## Soorten
Enicodes omvat de volgende soorten:
- Enicodes fichtelii (Schreibers, 1802)
- Enicodes montrouzieri Montrouzier, 1861
- Enicodes schreibersii Thomson, 1865